# Lenz (Büchner)
Lenz è un racconto incompleto di Georg Büchner. Apparso postumo nel 1839 era stato iniziato nella primavera del '35. L'attuale stesura non è stata curata dall'autore che non gli aveva attribuito un titolo definitivo. Nei manoscritti si trovano alcuni frammenti tratti sia dalle lettere di Lenz, sia dalle osservazioni del pastore Johann Friedrich Oberlin, collazionati da Karl Gutzkow, il curatore di tutta l'opera büchneriana. La loro data esatta non è nota.
Il racconto è stato definito "La passeggiata dello schizofrenico" da Gilles Deleuze e Félix Guattari, nell'Anti-Edipo. Descrive la deriva della mente di Lenz verso uno stato schizofrenico sempre più violento fino ai ripetuti tentativi di suicidio.
Jakob Michael Reinhold Lenz, il protagonista dell’opera di Büchner, è uno scrittore tedesco realmente esistito. Egli viene ricordato come uno dei massimi esponenti della letteratura tedesca dello Sturm und Drang.

## Trama
Lenz, in viaggio tra le foreste dell'Alsazia, affronta le montagne invernali con i loro scenari vertiginosi. Il senso dello spazio e del tempo si perde. Lenz sente le voci delle rocce, le nuvole appaiono e scompaiono mentre il sole è una "spada scintillante" che taglia il paesaggio. 
Nel villaggio incontra il pastore Oberlin, che lo accoglie con amicizia e senza giudicarlo. Lo sistemano nella grande stanza vuota sopra la scuola, ma Lenz non riesce a dormire, si sente isolato e - preso da un'insostenibile angoscia - si getta nella fontana della piazza. Raggiunto dagli abitanti accorsi al trambusto dice di essere abituato a "fare bagni freddi prima di coricarsi". Rassicurato torna in casa e si addormenta. Ma la notte seguente si trasforma in una tortura: la sua percezione distaccata dalla realtà, lo rende preda dell'incubo, "con la follia accucciata ai suoi piedi". Durante il giorno, la sua condizione è sopportabile, ma con l'inizio della notte lo afferra l'ansia e l'idea di una malattia inevitabile. Lenz sta cercando di prendere Oberlin a modello per concepire la natura come dono di Dio e scongiurare le proprie paure con l'aiuto della Bibbia. Egli riconosce che questa è l'ultima occasione per risollevare il proprio umore maniaco-depressivo e la sua schizofrenia incipiente. 
Un momento chiave della storia è la visita del suo amico Christof Kaufmann. Parlando di arte, nel dibattito appassionato contro la letteratura idealista Lenz è di nuovo concentrato e disinvolto. Kaufmann gli porta un messaggio del padre che gli chiede di tornare. Il pensiero dell'incontro con il padre lo terrorizza e Lenz, abbandonando la conversazione, dichiara che solo il soggiorno in questo piccolo paese di montagna può salvarlo dalla follia.
In realtà, dopo la partenza dell'amico e a seguito di un viaggio compiuto dal pastore Oberlin in Svizzera, Lenz resta solo: la sua malattia si aggrava. Cercando di rientrare nel villaggio si perde tra le montagne dove incontra individui inquietanti, una piccola malata e un vecchio con fama di santone, i suoi tentativi di suicidio si intensificano, fino al punto di doverlo legare e infine portare a Strasburgo.

## Film tratti dal racconto
- Lenz, Regia: George Moorse, Germania 1971, 130 Minuti
- Lenz, Regia: Alexandre Rockwell, USA 1981
- Lenz, di Oliver Hockenhull, Kurzfilm Germania 1985
- Lenz, Regia: András Szirtes, Ungheria 1987, 100 Minuti
- Im Steintal di Jürgen Lodemann, Germania 1988, SWR, 43 Minuti
- Lenz - Ich aber werde dunkel sein, Regia: Egon Günther, Germania 1992, 90 Minuti
- Lenz échapé di Dominique Marchais, Francia 2003
- Lenz di Marco Franchini, Italia 2004
- Lenz, Regia: Thomas Imbach, Milan Peschel, Barbara Maurer, Noah Gsell, Barbara Heynen, Svezia 2006, 95 Minuti
- Lenz, Regia: Andreas Morell, Barnaby Metschurat, Karoline Teska, Germania 2009, 89 Minuti